# U-372
U-372 — средняя немецкая подводная лодка типа VIIC времён Второй мировой войны.

## История
Заказ на постройку субмарины был отдан 23 сентября 1939 года. Лодка была заложена 17 ноября 1939 года на верфи Ховальдсверке, Киль, под строительным номером 3, спущена на воду 8 марта 1941 года. Лодка вошла в строй 19 апреля 1941 года под командованием капитан-лейтенанта Хайнца-Иоахима Ноймана.

### Командиры
- 19 апреля 1941 года — 4 августа 1942 года Хайнц-Иоахим Нойман

### Флотилии
- 19 апреля 1941 года — 1 июля 1941 года — 1-я флотилия (учебная)
- 1 июля 1941 года — 13 декабря 1941 года — 1-я флотилия
- 14 декабря 1941 года — 4 августа 1942 года — 29-я флотилия

### История службы
Лодка совершила 8 боевых походов, потопила 3 судна суммарным водоизмещением 11 751 брт и британскую плавбазу подводных лодок «Медуэй» водоизмещением 14 650 брт. Потоплена 4 августа 1942 года в Средиземноморье к юго-западу от Хайфы, в районе с координатами 32°28′ с. ш. 34°37′ в. д., глубинными бомбами с британских эсминцев HMS Sikh и HMS Zulu (F18) и эскортных кораблей HMS Croome и HMS Tetcott, а также глубинными бомбами с британского самолёта типа «Wellington». 48 членов экипажа спаслись (погибших не было).
В своих мемуарах «Стальные гробы» немецкий ветеран-подводник Герберг Вернер упоминал, что U-372 была затоплена 20 марта 1945 года в результате атаки глубинными бомбами близ мыса Лизард (Англия).

### Атаки на лодку
- 5 августа 1941 года после потопления двух судов из хорошо защищённого конвоя SL-81 лодка была контратакована своей предполагаемой третьей жертвой — британским транспортом Volturo, вызвавшим на помощь корвет HMS Zinnia (K98), который артогнём и попыткой тарана вынудил лодку погрузиться и прекратить преследование.